# Hospital de la Anunciación
El Hospital de la Anunciación de Nuestra Señora (denominado también Hospital de la Anunciación) fue una institución sanitaria ubicada en Madrid (en la frontera del arrabal de Santa Cruz). En el plano de 1656 de Pedro Teixeira aparece en las cercanías de la Puerta de Vallecas  (cerca de la actual plaza de Antón Martín). Fue creado como albergue de pobres, y Hospital General de la villa. 
Se edificó el año de 1596 por donación especial de Felipe II (a propuesta del doctor Cristóbal Pérez de Herrera) para que fuese ubicada en la calle de Atocha. Se encontraba alejado de la Iglesia-Hospital de San Juan de Dios fundada en 1552 por Antón Martín.
En el solar acabó edificándose el Hospital Provincial de Madrid (Hospital General de Atocha de Madrid). Se encontraba anexo a la denominada "Galera Real" (cárceel de mujeres)